# Unidades de presión

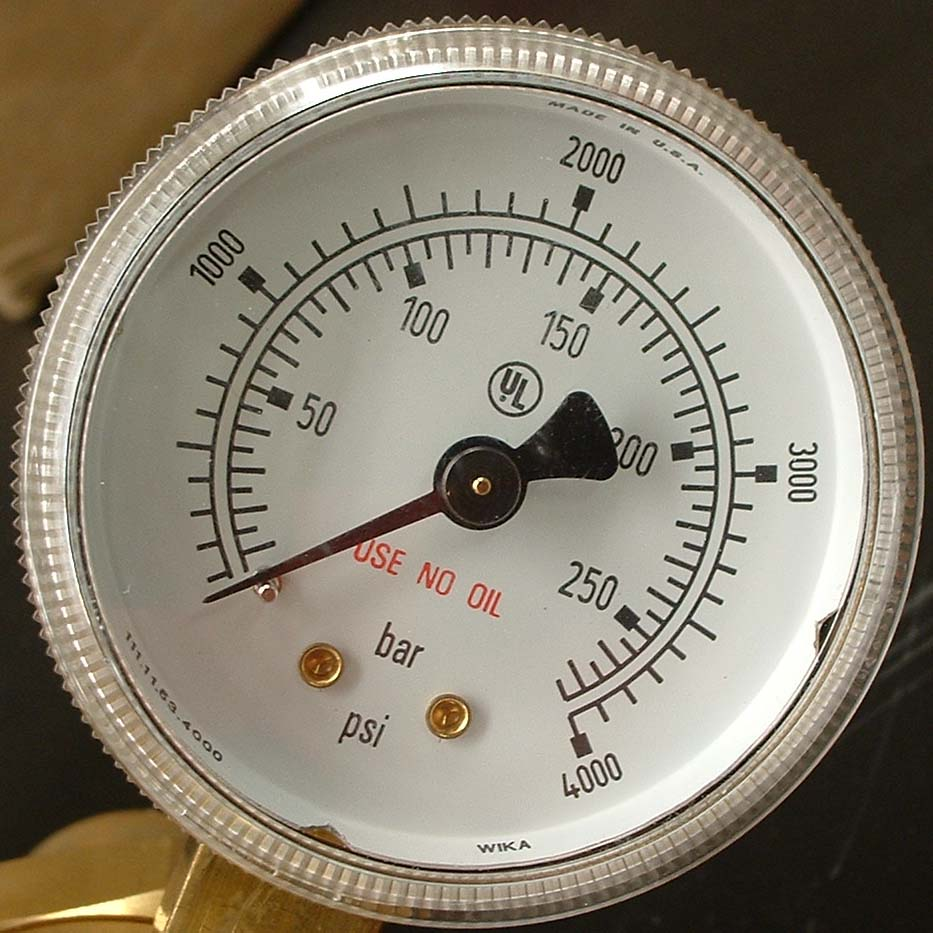
Manómetro.

Se denomina presión a la magnitud que relaciona la fuerza aplicada a una superficie y el área de la misma (solo aplicada a fluidos). La presión se mide con manómetros o barómetros.

## Sistema Internacional de Unidades
- Pascal (Pa), unidad derivada de presión del SI, equivalente a un newton por metro cuadrado ortogonal a la fuerza (N/m², kg·m−1·s−2 o kg/m s2). Este nombre para la unidad se agregó en 1971;[1] antes de eso, la presión en el SI era expresada simplemente como newtons por metro cuadrado.

Algunos de los múltiplos más utilizados: 
- Gigapascal (GPa), 109 Pa
- Megapascal (MPa), 106 Pa
- Kilopascal (kPa), 103 Pa

## Sistema cegesimal
- Baria, igual a 1 dyn/cm² o 0.1 Pa.

## Sistema técnico gravitatorio
- Kilogramo-fuerza Kilopondio por metro cuadrado (kgf/m²)
- Gramo-fuerza por centímetro cuadrado (gf/cm²)
- Kilogramo-fuerza por decímetro cuadrado (kgf/dm²)

## Sistema técnico de unidades
- Metro de columna de agua (m.c.a.)
- Centímetro columna de agua
- Milímetro columna de agua (mm.c.d.a.)
- Atmósfera técnica  (at), igual a 10 m.c.a. o 1 kgf/cm² (98,0665 kPa, o 14,223 psi).

## Sistema inglés
- KSI = 1000 PSI
- PSI (del inglés pounds-force per square inch), unidad de presión básica de este sistema, que es una libra fuerza por pulgada cuadrada (lbf/in2)

## Sistema técnico inglés
- Pie columna de agua: un pie columna de agua es equivalente a 0,433 (lbf/in2), 2,989 kilopascales (kPa), 29,89 milibars (mb) o 0,882 (pulgadas de Hg)
- Pulgada de columna de agua o pulgada de agua (pca): a 4 grados Celsius (39,2 °F), una pulgada de agua es equivalente a 0,249082 kilopascales (kPa),[2] usualmente redondeado a 0,2491 kPa.

## Otros sistemas de unidades distintas
- Atmósfera (atm) = 101325 Pa = 1013,25 mb = 760 mmHg
- Milímetro de mercurio (mmHg) = Torricelli (Torr)
- Pulgadas de mercurio (pulgadas Hg)
- Bar

## Conversiones y equivalencias
|        | pascal (Pa) | bar (bar)     | milibar (mbar) | atmósfera técnica (at) | atmósfera (atm) | torr (Torr)      | libra-fuerza por pulgada cuadrada (psi) |
| ------ | ----------- | ------------- | -------------- | ---------------------- | --------------- | ---------------- | --------------------------------------- |
| 1 Pa   | ≡ 1 N/m²    | 10−5          | 10−2           | 1,0197×10−5            | 9,8692×10−6     | 7,5006×10−3      | 145,04×10−6                             |
| 1 bar  | 100.000     | ≡ 106 dyn/cm² | 103            | 1,01972                | 0,98692         | 750,06           | 14,5037744                              |
| 1 mbar | 100         | 10−3          | ≡ 102 hPa      | 0,0010197              | 0,00098692      | 0,75006          | 0,0145037744                            |
| 1 at   | 98.066,5    | 0,980665      | 980,665        | ≡ 1 kgf/cm²            | 0,96784         | 735,56           | 14,223                                  |
| 1 atm  | 101325      | 1,01325       | 1.013,25       | 1,0332                 | ≡ 1 atm         | 760              | 14,696                                  |
| 1 torr | 133,322     | 1,3332×10−3   | 1,3332         | 1,3595×10−3            | 1,3158×10−3     | ≡ 1 Torr; ≈ mmHg | 19,337×10−3                             |
| 1 psi  | 6,894×103   | 68,948×10−3   | 68,948         | 70,307×10−3            | 68,046×10−3     | 51,715           | ≡1 lbf/in2                              |

Ejemplo:  1 Pa = 1 N/m²  = 10−5 bar  = 10−2 mbar  = 1,0197×10−5 at  = 9.8692×10−6 atm, etc.
Nota:  Las siglas PSI proceden de "Pound-force per Square Inch" = "libra-fuerza por pulgada cuadrada".